# Sanyang-myeon
Sanyang-myeon (koreanska: 산양면) är en socken i kommunen Mungyeong i provinsen Norra Gyeongsang i den centrala delen av
Sydkorea, 150 km sydost om huvudstaden Seoul.